# 5K
5K — позначення роздільної здатності в цифровому кінематографі і комп'ютерній графіці, приблизно відповідне 5000 пікселів (5 кілопіксели) по горизонталі. Роздільність 5K у 5 разів перевищує роздільну здатність сучасної Full HD (1920x1080) технології.
Вперше було представлено на виставці CES 2014 компанією Toshiba. По суті, даний продукт являє собою телевізор з надвисоким дозволом стандарту Ultra HD, однак співвідношення сторін у нього дорівнює 21:9, що відповідає так званому “кінематографічному формату”, тобто реалізованому в екранах практично всіх сучасних кінотеатрів.